# 진천 사곡리 마애여래입상
진천 사곡리 마애여래입상(鎭川 沙谷里 磨崖如來立像)은 충청북도 진천군 이월면 사곡리에 있는 고려시대의 마애불이다. 1982년 12월 17일 충청북도의 유형문화재 제124호로 지정되었다.

## 개요
충청북도 진천군 사곡리에 있는 전체 높이 7.5m의 불상으로, 큰 바위 한면을 다듬어 몸 전체를 감싸는 듯한 커다란 광배(光背)를 만들고 그 안에 불상을 새겼다. 앞면에 뚫려 있는 구멍으로 보아 원래는 불상을 모시던 나무로 만든 방이 있었을 것으로 보인다.
얼굴은 단아한 스님의 모습을 하고 있으며, 목에는 3줄로 새긴 삼도(三道)가 뚜렷하다. 양 어깨를 감싸고 입은 옷은 U자형으로 흘러내리고 있으며, 왼팔 등에도 촘촘하게 주름이 새겨져 있다. 특징적인 광배와 함께 도식적인 옷주름 표현 등에서 형식화가 진행되는 고려시대 불상의 모습이 잘 나타나 있다.
신라말의 마애불 양식을 계승하여 고려시대에 만든 것 가운데 하나로 수준있는 작품이다.

## 참고 자료
- 진천 사곡리 마애여래입상 - 국가유산청 국가유산포털